# 津別 (小惑星)
津別（つべつ、4845 Tsubetsu）は小惑星帯の小惑星である。北海道の北見観測所で、円舘金と渡辺和郎が発見した。

## 名称
円舘が少年時代を過ごした、北海道網走支庁の津別町に因む。
命名は、1992年9月の小惑星回報で公表された。同時に、円舘・渡辺が発見した (4712) 岩泉、(4839) Daisetsuzan（大雪山）、(5059) Saroma（サロマ）、(5117) Mokotoyama（藻琴山） が命名されている。

## 註
1. ↑  MPC21132（1992年9月12日）